# 播磨屋橋

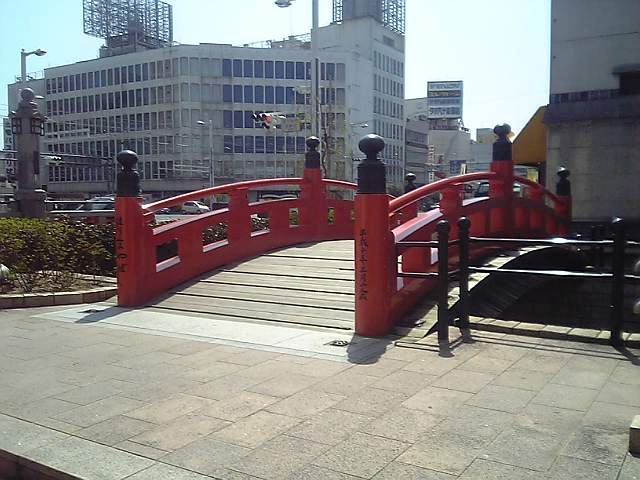
はりまや橋公園に復元された朱色の欄干の播磨屋橋

播磨屋橋（はりまやばし）は、高知県高知市はりまや町一丁目にある道路橋で、長さ約20mの桁橋である。通称は、ひらがなではりまや橋と表記される場合が多い。

## 概要
国道32号支線と、とさでん交通駅前線が通る。かつて高知市内を流れていた堀川に架かる橋であったが、堀川は1960年代に下流を除き大半が埋め立てられ、現在ははりまや橋公園として整備されている。
高知市の観光名所として有名であるが、現在はコンクリート製であることと復元された朱色の播磨屋橋は長さ10m程と短いことなどから、札幌時計台（北海道札幌市中央区）、オランダ坂（長崎県長崎市）などと並び「日本三大がっかり名所」と揶揄されることも多い。
下記にあるように播磨屋橋は何度も架け変わっており、現在の播磨屋橋のほか、過去の播磨屋橋を再現した橋や移設した橋が周囲のはりまや橋公園などに設けられており、合計4つの播磨屋橋があることになる。
- 江戸時代から明治末期までかかっていた木造橋をイメージして、1998年（平成10年）にはりまや橋公園に再現された朱塗りの橋
- 明治末期に架けられ、昭和初期に路面電車開通とともに撤去されて三翠園に移設され、1998年（平成10年）にはりまや橋公園に再移設された鋳鉄の橋
- 1958年（昭和33年）に歩道と車道の間に設置され、1997年（平成9年）に撤去されはりまや橋公園の地下通路に移設された朱塗りの欄干[5]
- 昭和初期に架けられ、戦後に拡幅された現在の橋。現在の御影石の欄干は戦後拡幅時に作られ、1998年（平成10年）に朱塗り欄干の跡に移設されたもの

## 歴史

### 名称の由来
江戸時代、高知の豪商である播磨屋と櫃屋（ひつや）は互いに本店が堀で隔てられていた。この両者の往来のために架けられた私設の橋が名称の由来である。
城下町・高知の中心部に位置しているので、橋の付近には、江戸時代初期に遠江国掛川（現在の静岡県掛川市）から移住した山内家の家臣たちの住居が集まっていた。

### 明治から現在まで
竹林寺の僧・純信が恋人である鋳掛屋の娘・お馬のために髪飾りを買ったという悲恋物語は「よさこい節」の歌で有名である。
はりまや橋は江戸時代から使われていた堀川に架かる木製の小橋で火事で焼失後も架け替えられ明治期にも使用されていた。1998年（平成10年）、堀川跡に整備された「はりまや橋公園」の改修にあわせて、江戸時代のはりまや橋を再現（イメージ）し公園内に設置された。
1908年（明治41年）10月にかんざしの形をした欄干を持つ鋳鉄製の橋に架け替えられた。
大正末から昭和にかけて高知駅から南に延びる新道の建設、1928年（昭和3年）の土佐電気江ノ口線延伸開業に伴う高知市の街路整備により、はりまや橋周辺が開発され、目抜き通りに一変した。そのため、鋳鉄製のはりまや橋は1929年（昭和4年）に撤去。鉄筋コンクリートの幅の広い橋になった。鋳鉄の橋は撤去後は土佐藩主山内家下屋敷跡に設けられたホテルの三翠園に移設、「はりまや橋公園」の完成に合わせて再度移設。三翠園にはレプリカを朱塗りにして設置。
1950年（昭和25年）に拡幅され石造りの欄干の橋になり、1958年（昭和33年）に開催された南国博覧会の記念に歩道と車道の間に朱塗りの欄干が新設された。翌年、ペギー葉山が歌う「南国土佐を後にして」の発売、およびペギーと小林旭が主演する同名の映画が上映された。朱塗りの欄干は、1979年（昭和54年）公開の映画『トラック野郎・故郷特急便』にも登場している。
1960年代に入ると、製紙工場からの排水に起因する市街地河川の水質汚濁が顕著となり、堀川はほぼ全長にわたって埋め立てられた。
1993年（平成5年）から1998年（平成10年）にかけて播磨屋橋周辺の再整備事業が行われ、1997年（平成9年）に再整備事業により朱塗りの欄干は撤去、歩道側にあった石造りの欄干がその跡に移設された。撤去された朱塗りの欄干ははりまや橋の下を東西に結ぶ地下通路に移設展示されている。同時にはりまや橋公園を整備する際に歴代の播磨屋橋が復元され、橋の下には人工水路が設置された。昭和の鉄筋コンクリートの橋は川の埋め立て後も道路として使われていたが、再整備の際に湿気によるコンクリートの腐食が激しく補修できる状態にないことがわかった。交通量が多いため架け替えも困難という判断に至り、1998年に橋の下は土砂で埋められ補強され、橋の東西の公園を結ぶ地下通路は土砂の下のボックスカルバートの新通路に置き換えられた。
2012年（平成24年）には、播磨屋橋公園にペギー葉山の楽曲「南国土佐を後にして」の歌碑が建てられた。碑は1時間おきにペギー本人の歌声が流れ、隣に建てられた鯨の親子が潮を吹く仕組みになっている。なお、同碑は全国から集まった1600万円の寄付金で建立され、除幕式にはペギー葉山本人も出席した。

## 交通の中枢
播磨屋橋南方にははりまや交差点があり、とさでん交通のはりまや橋停留場、はりまや橋バス停留所が位置する交通の中枢となっている。また、ここでは、同時に3両の電車が通過する光景（トリプルクロス）が日本で唯一見られる交差点となっている（平日の一部の時間帯のみ）。
はりまや交差点では、東西方向が国道32号となっており、県庁前交差点を起点とする国道55号・国道56号・国道195号・国道197号・国道493号が重複している。北方（播磨屋橋・高知駅方面）へ国道32号支線が分岐し、南方へ高知県道34号桂浜はりまや線が分岐する。